# 耶爾沙赫附近什馬列
耶爾沙赫附近什馬列（斯洛維尼亞語： 發音：[ˈʃmaːɾjɛ pɾi ˈjeːlʃax]），是斯洛維尼亞東部耶爾沙赫附近什馬列市鎮的城鎮及行政中心。當地是下施蒂里亞傳統地區的一部分，現在包括在薩維尼亞統計區。聚居地的發展與城鎮西北部一座小山丘上的中世紀豪宅 Jelšingrad 相關。
當地堂區教堂獻給於聖母升天，隸屬於天主教馬里博爾總教區。它可以追溯到13世紀後期，並在18和19世紀擴建。
該鎮最著名的地標是位於鎮區南邊山坡上的聖洛克教堂（屬於南鄰 Predenca 聚居地），以及從鎮上通往該教堂的小徑上代表各各他山和苦路的一系列小教堂。

## 外部連結
- 维基共享资源上的相關多媒體資源：耶爾沙赫附近什馬列